# 格萊爾施塔勒布蘭德約赫山
47°19′30″N 11°24′36″E / 47.32500°N 11.41000°E

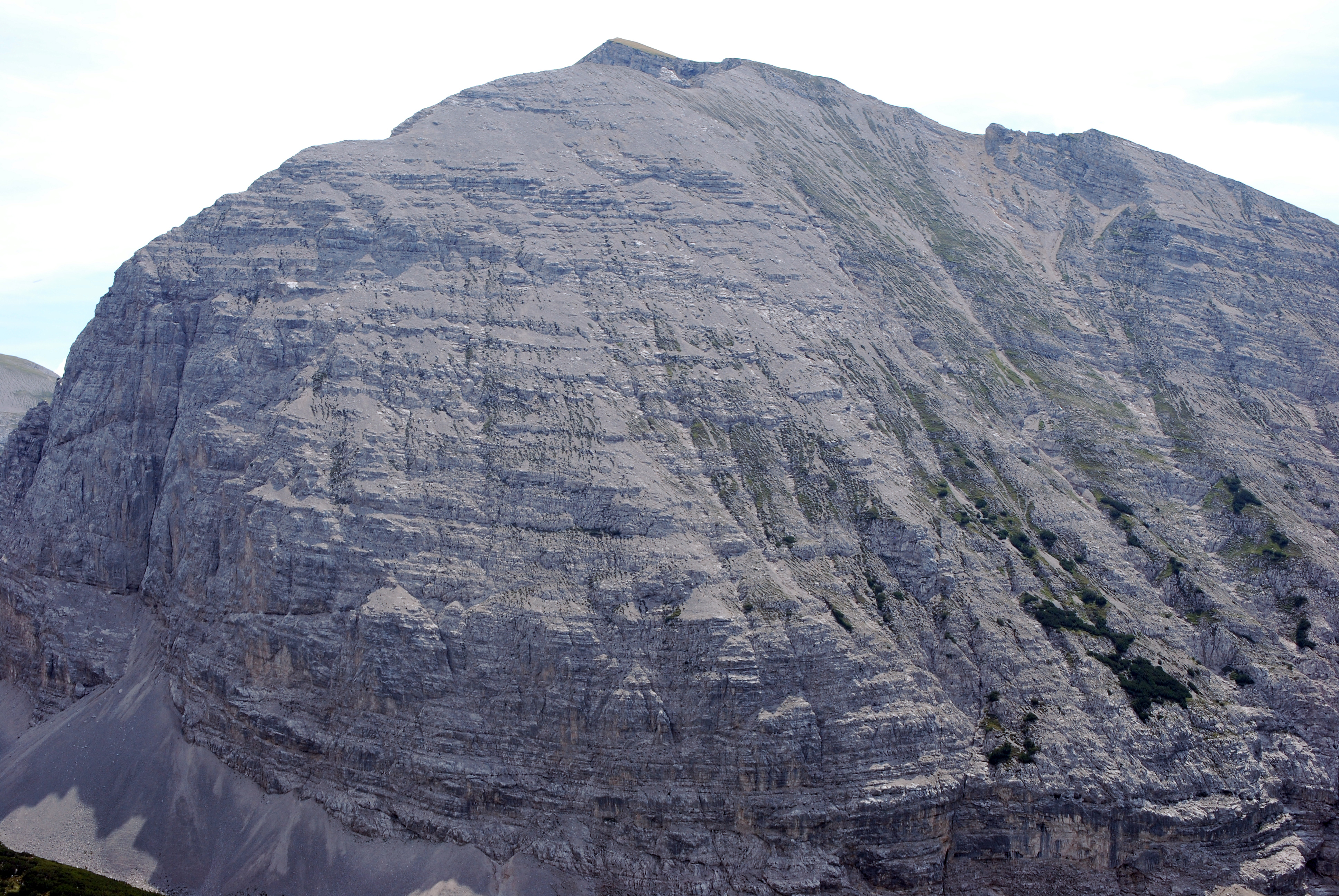

格萊爾施塔勒布蘭德約赫山（德語：Gleirschtaler Brandjoch），是奧地利的山峰，位於該國西部，由蒂羅爾州負責管轄，屬於諾德凱特山脈的一部分，海拔高度2,372米，人類在1859年首次登頂。